# كريس غيلبرت (لاعب كرة قدم أمريكية)
كريس غيلبرت (بالإنجليزية: Chris Gilbert)‏ هو لاعب كرة قدم أمريكية أمريكي، ولد في 16 أكتوبر 1946 في هيوستن في الولايات المتحدة.